# Topczykały
Topczykały (dodatkowa nazwa w języku białoruskim Топчыкалы) – wieś w Polsce położona w województwie podlaskim, w powiecie bielskim, w gminie Orla.
Prawosławni mieszkańcy wsi należą do parafii św. Michała Archanioła w Orli, a wierni kościoła rzymskokatolickiego do parafii Najświętszej Opatrzności Bożej w Bielsku Podlaskim.

## Opis
W latach 1975–1998 miejscowość administracyjnie należała do województwa białostockiego.
Według Powszechnego Spisu Ludności z 1921 roku wieś zamieszkiwało 175 osób, wśród których 171 było wyznania prawosławnego, a 4 mojżeszowego. Jednocześnie 171 mieszkańców zadeklarowało białoruską przynależność narodową, a 4 żydowską. Było tu 61 budynków mieszkalnych.
W miejscowości znajduje się cmentarz prawosławny założony w XIX wieku o powierzchni 0,6 ha.
W pobliżu wsi powstała farma wiatrowa. Koszt inwestycji szacowany jest na 270 mln złotych. Około dwóch kilometrów od wsi znajduje się fabryka firmy IKEA Industry Poland (wcześniej Swedspan Polska) należącej do grupy IKEA, którą Polska Agencja Informacji i Inwestycji Zagranicznych (PAIiIZ) uznała za największą inwestycję zagraniczną w Polsce w 2010 r.